# Yi Li
Yi Li (7 de novembro de 1987) é um basquetebolista profissional chinês.

## Carreira
Yi Li integrou a Seleção Chinesa de Basquetebol em Londres 2012, terminando na décima-segunda posição.